# شیرین و ترش (فیلم ۱۹۷۸)
«شیرین و ترش» (انگلیسی: Khatta Meetha) فیلمی هندی است که در سال ۱۹۸۱ منتشر شد. از بازیگران آن می‌توان به آشوک کومار و راکیش روشن اشاره کرد.